# Voo Crossair 498
O voo Crossair 498 era um voo de Zurique, Suíça até Dresden, Alemanha, que caiu no município de Niederhasli dois minutos após a decolagem no dia 10 de janeiro de 2000. Os sete passageiros e três tripulantes a bordo do Saab 340B foram mortos no impacto. Foi o primeiro acidente fatal da companhia aérea regional suíça Crossair em seus 25 anos de história.
O relatório oficial concluiu que o acidente foi resultado da perda de controle devido a vários erros do piloto.

## Aeronave e tripulação
O Saab 340B de 33 assentos usado no voo 498 de Crossair Flight LX498 estava arrendado a Moldavian Airlines desde o 1 de outubro de 1999. O avião tinha programada a sua saída de Zúrique na segunda-feira 10 de janeiro de 2000 por volta das 18h. O clima frio e chuvoso era normal para a zona e não havia indícios de problemas com o avião, que tinha 24.000 horas voo.
O capitão Pavel Gruzin, de 41 anos, tinha 8,100 horas de voo, 1.900 delas no Saab 340. O primeiro oficial Rastislav Kolesár, de 35 anos, tinha cerca de 1.800 horas de voo, 1.100 delas no Saab 340.

## Acidente
Depois de que os sete passageiros e três tripulantes embarcaram no avião, foi autorizado o táxi e a decolagem que ocorreu às 17:54 (16:54 UTC). O avião decolou de pista 28 em direção ao oeste. O avião começou a subida normalmente, mas depois de percorrer 7.2 km a aeronave começou a perder altura e a girar para direita em vez de seguir a sua rota de voo para esquerda. Quando os controladores de tráfego aéreo perguntaram ao piloto se ele queria virar à direita, ele respondeu "aguarde", seguido pela perda do contato de rádio.
Às 5:56 p.m. (16:56 UTC), um minuto e 56 segundos depois de deixar o Aeroporto de Zurique, o avião desapareceu do radar e se chocou no solo a 5 km ao noroeste do Aeroporto de Zurique. As duas caixas pretas foram recuperadas na cena do acidente, ambas severamente danificadas